# Rotbuntes Niederungsrind

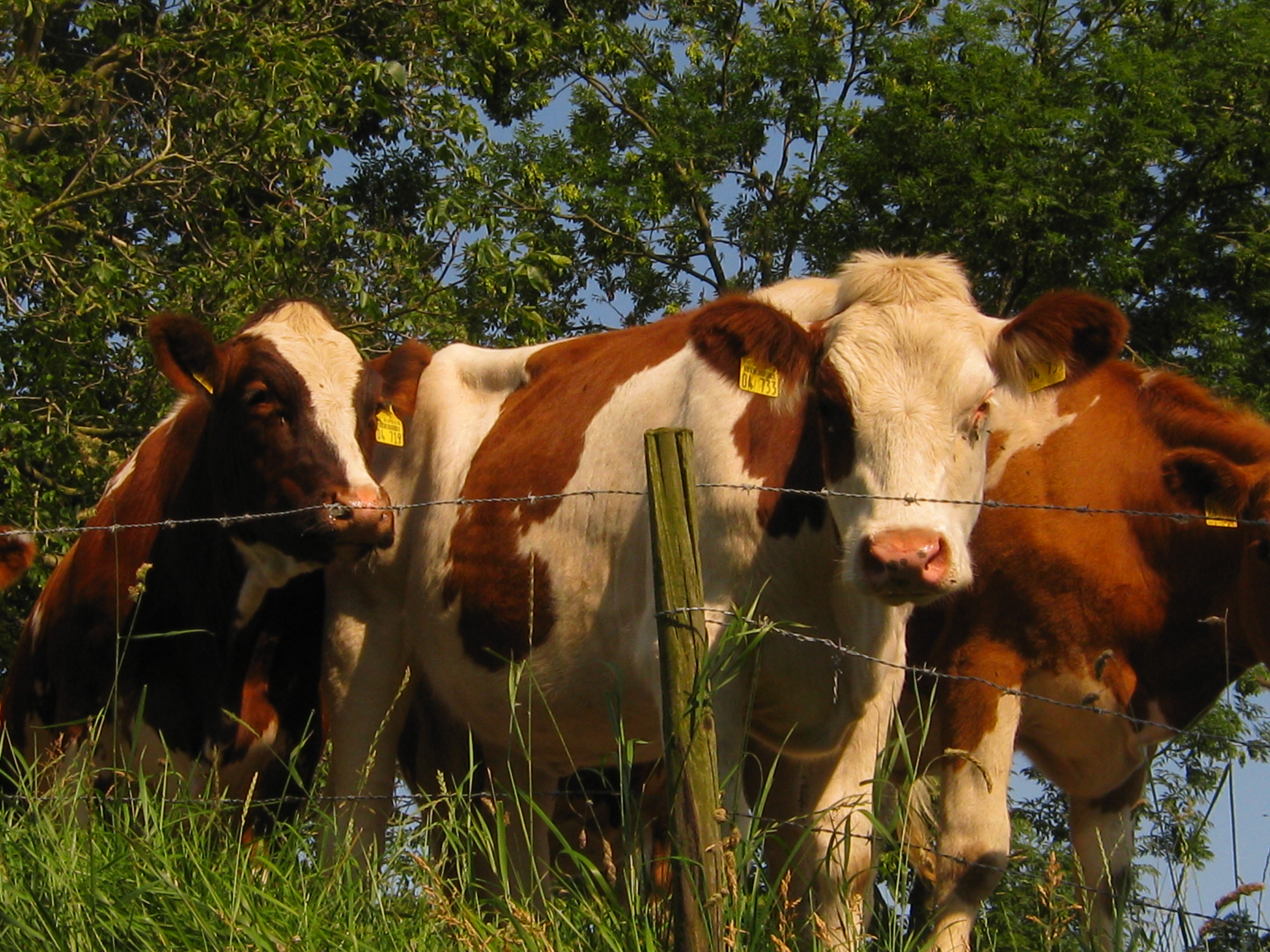
Rotbunte in der Seestermüher Marsch

Doppelnutzung Rotbunt oder Rotbuntes Niederungsrind ist eine rot-weiße Hausrind-Rasse Nord- und Mitteldeutschlands. Schläge der Rasse sind das Rotbunte Tieflandrind und das Rotbunte holsteinische Tieflandrind.

## Zucht
Die Rasse wurde im Wesentlichen in Schleswig-Holstein, im Rheinland und in Westfalen gehalten. Die einzelnen Zuchtgebiete haben hierbei eine eigene Zuchtgeschichte und wurden erst 1934 zusammengefasst.
Seit ca. 1970 wurden in die Rasse Bullen des Holstein-Rindes eingekreuzt. Diese Einkreuzung war so erfolgreich, dass die Nachkommen hiervon heute eine Farbvariante des Holstein-Rindes mit dem Namen Red Holstein sind.
In den Niederlanden und in Schleswig-Holstein wird die Rasse mit einem maximalen Gen-Anteil von 25 % des Holstein-Rindes weiter gezüchtet. Die Tiere werden als DN (Doppelnutzung) gekennzeichnet, weil sie besser mastfähig sind als die Holstein-Rinder. Allerdings ist die Rasse stark in der Abnahme begriffen. 
Durchschnittsleistung der Kühe (2001): 6324 kg Milch/Jahr bei 4,27 % Fett und 3,45 % Eiweiß. Die Milchleistung ist damit um ca. 1000 kg Milch/Jahr geringer als bei Red Holstein.